# Bangun Harjo Jaya
Bangun Harjo Jaya is een bestuurslaag in het regentschap Indragiri Hilir van de provincie Riau, Indonesië. Bangun Harjo Jaya telt 713 inwoners (volkstelling 2010).